# Calliope (Muscicapidae)
Calliope là danh pháp khoa học của một chi chim dạng sẻ trong họ Muscicapidae.
Bốn loài của chi này cho tới gần đây được xếp trong chi Luscinia. Nghiên cứu phát sinh chủng loài công bố năm 2010 cho thấy Luscinia như định nghĩa năm 2003 của Edward C. Dickinson là không đơn ngành. Chi Calliope với loài điển hình Calliope calliope đã được phục hồi để phù hợp với một nhánh được định nghĩa tốt. Mặc dù oanh họng đen (Calliope obscura) đã không được đưa vào phân tích trong nghiên cứu năm 2010, nhưng nghiên cứu sau đó cho thấy oanh họng đỏ và oanh họng đen là các loài chị em chứ không phải là các thù hình màu sắc của một loài như một vài công trình công bố trước đó gợi ý.
Chi Calliope được nhà điểu học người Anh là John Gould đề xuất năm 1836. Calliope, một từ trong tiếng Hy Lạp có nghĩa là giọng hay, cũng là tên gọi của một thần nàng thơ trong thần thoại Hy Lạp và chủ trì về tài hùng biện và sử thi.

## Các loài
Chi này chứa 4 loài chim di trú đông như sau:
- Calliope calliope: Oanh cổ đỏ hay oanh cổ đỏ Siberi. Khu vực sinh sống bản địa là các khu rừng lá kim hỗn hợp ở Siberi tới Kamchatka, Nhật Bản, Mông Cổ, bắc Trung Quốc, bán đảo Triều Tiên nhưng mùa đông bay về phương nam tới khu vực Ấn Độ và Đông Nam Á để tránh rét.
- Calliope obscura: Oanh họng đen
- Calliope pectardens: Oanh họng đỏ
- Calliope pectoralis: Oanh cổ đỏ đuôi trắng
- Calliope tschebaiewi. Đôi khi được xem là phân loài Calliope pectoralis tschebaiewi Przewalski, 1876 có tại khu vực Kashmir, Tây Tạng, trung Trung Quốc và bắc Myanmar.